# 鈴木尚之 (労働運動家)
鈴木 尚之（すずき なおゆき、1947年6月23日 - 2011年5月4日）は、日本の労働運動家、市民運動家。新しい歴史教科書をつくる会事務局長。元鉄道労働組合（鉄労）書記長。

## 略歴
福島県白河市生まれ。1966年4月、新国労に就職。1968年3月、民社党入党。1970年3月、中央大学第二法学部卒業。1982年9月、鉄労経営対策部長、1984年9月、情宣部長、1985年8月、企画部長、1986年7月、副書記長、1987年2月、書記長に就任。同年9月、鉄労友愛会議副議長。
労働運動を離れてからは、1991年6月、大内啓伍衆議院議員秘書、1994年6月、民社党福島県連副委員長。同年12月、民社党の解党、新進党への合流に伴い福島民社協会代表理事になった。1996年10月の第41回衆議院議員総選挙福島3区で、新進党からの立候補を目指したが、公認が得られず、無所属で出馬し落選。1998年4月、青年自由党福島県本部長になり、同年7月、第18回参議院議員通常選挙福島県選挙区で同党から出馬したが大差で落選し供託金を没収された。
1999年2月、新しい歴史教科書をつくる会事務局員になった。2000年4月、「鉄労書記長をやっていたため革マル派に狙われている」との理由で「鈴木敬」の偽名で、つくる会系の「教科書改善連絡協議会」の事務局長に就任した。
その後、西村真悟衆議院議員を支援する運動組織として2002年11月に結成された「真悟の会」（2004年に「日本真悟の会」と改称）の副幹事長に就任。大阪府堺市の西村事務所の顧問を務めていた。2005年12月、西村による弁護士法違反事件で大阪地方検察庁特別捜査部と大阪府警に証拠隠滅容疑で逮捕された。
釈放後、東京に戻り、2006年1月から新しい歴史教科書をつくる会に出入りし、内紛の最中だった藤岡信勝と八木秀次の両派に接近。最終的に藤岡派に付いた。八木は「諸君!」2006年7月号で鈴木をX氏と表記し「当時、私はＸ氏を信頼していた。毎日のように飲んでは相談していた。しかし、後から振り返ってみると、X氏は双方に都合のいい情報を伝え、人と人との間を裂く役割を演じていたにすぎなかった。『まとめ役』と言いながら、実際には『壊し役』をやっていたのではないかとさえ思えてくる」「『内紛』の狂言回しはX氏であったという人もいる」と回想している。同年3月、事務局長代行、同年6月、事務局長に就任した。
2011年5月4日、大腸癌のため死去。63歳没。

## 西村真悟弁護士法違反事件への連座
大阪地検特捜部と大阪府警は2005年11月28日、自分の法律事務所元職員の非弁活動（無資格での弁護士活動）を知りながら弁護士の名義を使用させていたとして、弁護士法違反（非弁護士との提携）容疑で民主党（後に除籍）衆議院議員、西村真悟（比例代表近畿ブロック）を逮捕した（西村眞悟弁護士法違反事件）。
この事件に関連し、大阪地検特捜部は同年12月16日、「日本真悟の会」副幹事長で西村事務所顧問である鈴木を証拠隠滅容疑で逮捕した。特捜部の調べによると鈴木は、大阪府堺市にある西村事務所が家宅捜索を受けることを知り、同年11月16日、議員事務所で経理を担当する女性職員と共謀。金銭出納帳や銀行帳、領収書などの帳簿類を女性職員の自宅に持ち帰らせた。書類には、西村と非弁活動を繰り返していた元職員との報酬受け渡しの詳細が記載されていた。
鈴木は逮捕直後から容疑を認め、大阪地検は同年12月28日、鈴木を起訴猶予処分とした。鈴木に近い藤岡信勝は自身のブログ「藤岡信勝ネット発信局」で「鈴木氏の逮捕は全くの冤罪だった」 と主張しているが、法務省訓令の「事件事務規程」によると、起訴猶予は「被疑事実が明白な場合において、被疑者の性格、年齢及び境遇、犯罪の軽重及び情状並びに犯罪後の情況により訴追を必要としないとき」つまり、犯罪の事実は間違いないが裁判にはしないということであり、冤罪ではない。